# Hypselobarbus
Hypselobarbus és un gènere de peixos de la família dels ciprínids i de l'ordre dels cipriniformes.

## Taxonomia
- Hypselobarbus curmuca (Hamilton, 1807)
- Hypselobarbus dobsoni (Day, 1876)
- Hypselobarbus dubius (Day, 1867)
- Hypselobarbus jerdoni (Day, 1870)
- Hypselobarbus kolus (Sykes, 1839)
- Hypselobarbus kurali (Menon & Rema Devi, 1995)
- Hypselobarbus lithopidos (Day, 1874)
- Hypselobarbus micropogon (Valenciennes, 1842)
- Hypselobarbus periyarensis (Raj, 1941)
- Hypselobarbus pulchellus (Day, 1870)
- Hypselobarbus thomassi (Day, 1874)[2][3][4][5][6][7]